# لباس تقليدي ليبي
الزِّيُّ التَّقليديُّ اللِّيبيُّ هو مجموعة الملابس التراثيَّة التي ارتداها اللِّيبيُّون عبر التاريخ، والتي تُمثِّل جزءًا من هُويَّتهم الثقافيَّة. تتنوع هذه الأزياء بشكل كبير بناءً على عوامل جغرافيَّة واجتماعيَّة وتاريخيَّة، وتَعكِس تأثيرات الحضارات المختلفة التي مرَّت على المنطقة. وعلى الرغم من تراجُع استخدامها في الحياة اليوميَّة، لا تزال الأزياء التقليديَّة تحتفظ بأهمِّيَّتها في المناسبات الرسميَّة والاجتماعيَّة وتُعتَبَر رمزًا للتراث الوطني، يتميَّز هذا الزِّيُّ بأصالته وتصاميمه الفريدة التي تمتدُّ جذورُها لآلاف السِّنين.
يختلف الزِّيُّ بشكل أساسي بين ملابس الرجال والنساء، كما توجد تبايُنات واضحة بين المناطق المختلفة، مثل السواحل والمناطق الجبليَّة والصحراويَّة. تظهر هذه الفروق أيضًا بين المكونات الثقافيَّة الرئيسيَّة في ليبيا، كالعَرَبِ والأمَازيغِ والطَّوارِقِ والتَّبُوِّ..

## لمحة تاريخية
تعتبر الأزياء الليبية ذات جذور تاريخية عميقة، حيث تشير النقوش الموجودة على جدران المعابد المصرية القديمة إلى أزياء مشابهة كان يرتديها الليبيون القدامى. كما وصف المؤرخ الإغريقي هيرودوت في القرن الخامس قبل الميلاد ملابس النساء الليبيات بأنها أثواب جلدية مزينة.
تأثر الزي الليبي عبر العصور بالحضارات المختلفة التي مرت على المنطقة، خاصة التأثيرات العثمانية، والتي تظهر بوضوح في بعض قطع الملابس المطرزة مثل "الفرملة". ورغم التحديات التي واجهها الزي التقليدي بسبب الحداثة والعولمة، إلا أنه شهد في السنوات الأخيرة عودة قوية كرمز للفخر بالهوية الوطنية، وأصبح جزءًا أساسيًا من الاحتفالات والمناسبات.

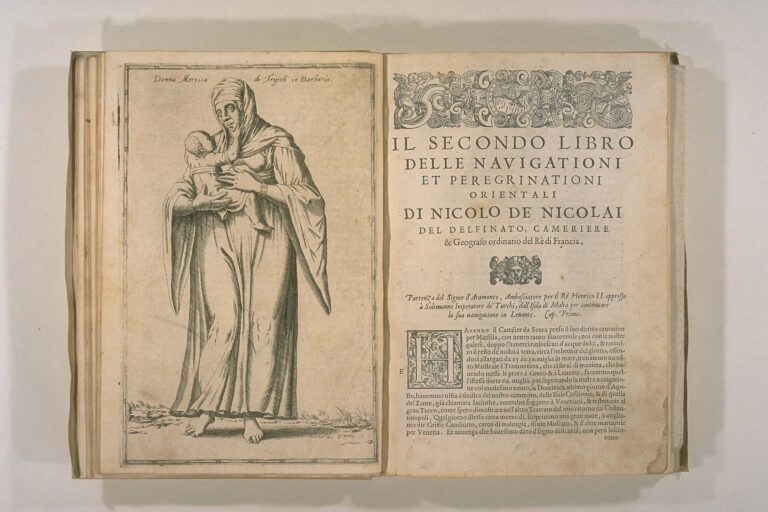
امرأة ليبية من طرابلس في القرن 16 حسب لوحة الرحالة الفرنسي نيكولاس دي نيكولاي

في منتصف القرن السادس عشر، رسم الرحالة الفرنسي نيكولاس دي نيكولاي لوحة تُظهر امرأة ليبية من طرابلس تحمل رضيعها، وتمثل هذه اللوحة من أقدم الصور التي توثق الأزياء التقليدية ليبيا قبل توسع النفوذ العثماني.

## الزي التقليدي للرجال
يتميز الزي الرجالي ببساطته وأناقته، وهو مصمم ليكون عمليًا ومناسبًا لبيئة ليبيا المتنوعة 

### الجرد الليبي في العهد الروماني
ييُعتبر الجرد الليبي من أبرز الأزياء التقليدية التي حافظت على حضورها الثقافي في شمال إفريقيا منذ العصور القديمة. وقد أشار عدد من الباحثين إلى أن الجرد، أو ما يُعرف بـ"الحولي"، كان يُرتدى من قِبل السكان المحليين في طرابلس وبرقة وفزان خلال الحقبة الرومانية، بل حتى أن بعض أباطرة روما من أصول ليبية ظهروا به أو بتأثيراته في لوحاتهم وتماثيلهم، مثل سبتيموس سيفيروس، الإمبراطور الليبي المولود في لبدة الكبرى.

### الجرد

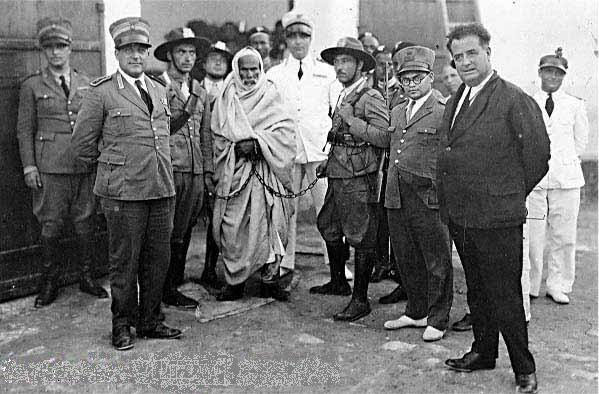
عمر المختار مرتدياً الجرد

الجرد هو القطعة الأكثر شهرة وأهمية في لباس الرجل الليبي. وهو عبارة عن قطعة قماش كبيرة من الصوف أو القطن، يبلغ طولها حوالي 6 أمتار، يتم لفها حول الجسد بطريقة خاصة تترك عادةً الكتف الأيمن والذراع حرين. يأتي الجرد بلونين رئيسيين: الأبيض، ويرتبط بالاحتفالات والأفراح، والبني أو البيج، وهو مخصص للاستخدام اليومي. يُعتبر الجرد رمزًا للرجولة والمكانة الاجتماعية..

### الفرملة والصدرية

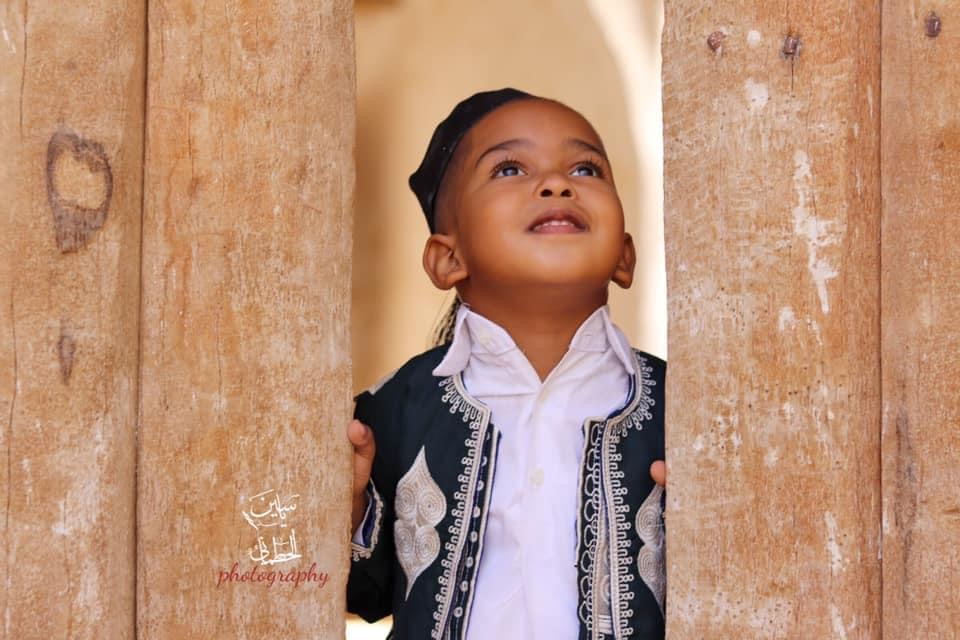
طفل ليبي من مدينة غدامس بالزبون الليبي (الفرملة).

الفرملة هي سترة (صدرية) مطرزة بشكل كثيف بخيوط فضية أو ذهبية، تُلْبَس فوق القميص (السورية). تتميز الفرملة بتصاميمها الهندسية والنباتية الدقيقة، وتُعتبر قطعة فنية تعكس مهارة الحرفيين الليبيين. أما الصدرية فتكون أقل تطريزًا وتستخدم في المناسبات الأقل رسمية.

### القطع المكمّلة للزي الرجالي
إلى جانب الجرد والفرملة، يتألف الزي التقليدي للرجل الليبي من عدة قطع أساسية تكمل المظهر وتوفر الراحة والأناقة.
- السروال العربي: هو سروال فضفاض وواسع، يُصنع عادةً من القطن أو الكتان الأبيض. يتميز بقصته المريحة التي تكون واسعة من الأعلى وتضيق تدريجيًا عند الساقين، ويتم ربطه عند الخصر بشريط قماشي يسمى "التكة".[10]

- السورية: هي القميص الداخلي الذي يُلبس تحت الفرملة أو الصدرية. تُصنع من القطن الناعم، وتأتي بأكمام طويلة وياقة دائرية بسيطة بدون قبة. لونها التقليدي هو الأبيض، وتُعتبر القطعة الأساسية التي تلامس الجسد.[11]

- الزبون: هو رداء طويل يشبه القفطان، بأكمام طويلة وفتحة أمامية. كان الزبون يُلبس فوق السورية كقطعة خارجية أساسية قبل انتشار الفرملة، خاصة في المناسبات الرسمية وخلال فصل الشتاء. ورغم تراجع استخدامه اليومي، لا يزال يظهر في بعض الاحتفالات التي تحيي التراث.

- أغطية الرأس (الشنة والعمامة):
  - الشنة أو الطاقية: هي قبعة صغيرة ومسطحة، تُصنع من الصوف المضغوط (اللباد)، ولونها التقليدي هو الأحمر الداكن، وأحيانًا الأسود. غالبًا ما تزين بشرابة سوداء تتدلى من وسطها.[13]
  - العمامة: هي قطعة قماش طويلة يتم لفها بإتقان حول الشنة، وتختلف طريقة لفها ولونها من منطقة إلى أخرى، حيث ترمز أحيانًا إلى المكانة الاجتماعية أو العلمية للرجل.

- الأحذية (البلغة والكنترة):
  - البلغة: هي نعل تقليدي خفيف ومريح مصنوع من الجلد الطبيعي، يتميز بمقدمته المدببة.
  - الكنترة: هي حذاء أكثر متانة وقوة، مصنوع أيضًا من الجلد، ومناسب للمشي لمسافات طويلة.

## الزي التقليدي للنساء

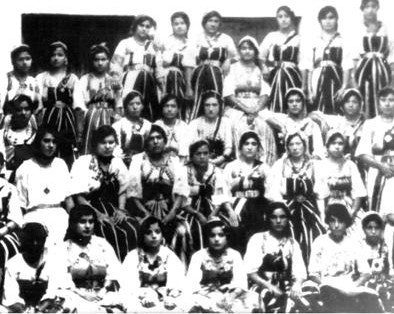
فتيات ليبيات يرتدين "الحولي" في طرابلس، ثلاثينيات القرن العشرين.

يتميز الزي النسائي بتنوعه الكبير وألوانه الزاهية وتصاميمه المعقدة، ويعكس الحالة الاجتماعية للمرأة والمناسبة التي ترتديه فيها.

### الحولي والرداء
الحولي هو الرداء الأساسي للمرأة الليبية، وهو يشبه الجرد الرجالي من حيث طريقة اللف، لكنه يُصنع من أقمشة فاخرة مثل الحرير الملون والمزين بالنقوش. يتم لف الحولي حول الجسد وتثبيته عند الكتف الأيسر بـ"خلال" من الفضة أو الذهب. تتعدد أنواع الحولي، مثل "حولي الحصيرة" و"حولي بوخطين". أما الرداء، فهو نسخة أبسط من الحولي، يُستخدم في الحياة اليومية.

### البدلة الكبيرة
تعتبر البدلة الكبيرة الزي الرسمي للعروس في مدينة طرابلس. وهي زي فاخر ومعقد يتكون من عدة قطع، منها قميص من الحرير، وسروال مطرز، و"فرملة" مطرزة بكثافة، بالإضافة إلى "الحولي" الحريري الفاخر. تتزين العروس بكمية كبيرة من الحلي الذهبية التقليدية التي تغطي صدرها ورأسها.

### البدلة الصغيرة
يُطلق عليها هذا الاسم لتسهيل التفريق بينها وبين البدلة الكبيرة، وهي تتكون القمجة، والسروال، والفرملة، والرداء، وعادة ترتديها النساء في المناسبات الخاصة مثل أثناء الاحتفال بحمل جهاز العروس أو الكسوة كما يُعرف هناك، كما ترتديها العروس يوم الجمعة، وتتميز بالألوان الزاهية التي تختارها العروس.

### الفراشية

امرأتان تتحادثان في السوق، ترتديان الفراشية وتزينت أقدامهما بالحناء – طرابلس، 1972.

هي لباس تقليدي نسائي شائع في ليبيا وفي دول المغرب العربي، حيث تُعرف بأسماء مختلفة مثل الإسفساري في تونس، والحايك في الجزائر، والملحفة في المغرب. وتتميز الفراشية بأنها قطعة قماش أو حرير تُلف حول جسم المرأة بالكامل، وغالبًا ما يكون اللون الأبيض هو اللون السائد في الاستخدام اليومي.
تُصنع الفراشية من خامات مشابهة لتلك المستخدمة في الجرد أو الحولي للرجل الليبي، سواء من الصوف الأبيض أو الأحمر أو الأسود، مع نقوش وزخارف ليبية مميزة تعكس التراث الثقافي العريق.
من السمات المميزة للفراشية الليبية ما يُعرف بـالتبمبيك، وهو تغطية المرأة لكامل وجهها بالفراشية بحيث تظهر عين واحدة فقط من فتحة صغيرة، ويطلق على المرأة التي ترتدي الفراشية بهذا الشكل في ليبيا اسم متبمبكة، وفي منطقة بنغازي تسمى متغمشة.
أوضح الباحث الليبي إيهاب ازطاف أن مصطلح "فراشية" مشتق من الأمازيغية، حيث ترتبط كلمة (مبك) التي تعني اللحاف أو الملحفة، وتختلف ألوان الفراشية حسب المناسبات، فالفراشية البيضاء تستخدم في الطلعات اليومية، بينما الفراشية الصفراء أو السكرية تُرتدى من قبل العرائس في المناسبات الخاصة.
يُعتبر اللباس الفراشي جزءًا من الهوية الثقافية الليبية الأصيلة، ويرتبط بالاحتشام والحياء الذي كان متأصلًا في المجتمع الليبي عبر التاريخ، وهو تراث شعبي عريق يحاول الليبيون، خاصة في مناطق مثل جبل نفوسة, الحفاظ عليه رغم التأثيرات الثقافية الحديثة.
وقد أشارت مصادر تاريخية قديمة مثل هيرودوت إلى أن الإغريق استوردوا نوعًا من الثياب الطويلة المغطية للجسم عن النساء الليبيات، ما يدل على عراقة هذا اللباس في تاريخ شمال أفريقيا.

### الجلوة
وهو لباس تقليدي ترتديه العروس بعد إخفاء جمالها لمدة قبل أسبوع من العرس، لذلك أطلق عليه هذا الاسم، وهو يعني أن العروس تتجلّى لتُبرز جمالها المخفي، وهو عبارة عن ثوب أرجواني اللون، يرافقه وشاح مطرز بخيوط و زركشات فضية، وقديماً ارتدت العروس هذا اللباس في يوم الدخلة.

### آخماسي
وهي عبارة عن عباءة بيضاء تُصنع من الصوف الخفيف، وتزيّن بزخارف رقيقة صغيرة الحجم على الأطراف، وتلبس في الأفراح وفي المآتم خلال فصل الصيف.

### الخلالة
وهو عبارة عن فستان مثبت عند الكتفين بدبابيس فضية كبيرة، ويتم ربط الفستان عند الخصر بحزام، ويتم لف قطعة قماش ثانية حول الجسم، كما تساعد الدبابيس الفضية المثبتة عند الكتف على تثبيت قطعة قماش أخرى لتغطية الرقبة والكتفين لمن ترتديها وتُعرف هذه القطعة باسم الكتفية.

### البخنوق
وهو عبارة عن قطعة قماش ترتديها النساء فوق باقي الملابس الموجودة في الأسفل وتكون مطرزة وملونة.

### العبروق
العبروق هو زي شعبي ليبي، وهو غطاء للرأس يلف الجزء الأخير حول الرقبة وهو شال طويل يبلغ طوله حوالي 4 أمتار وعرضه 65 سم ولا زال هناك من حرفيي طرابلس من يقوم بصناعته، وتتميز هذه الأنسجة بكثرة الزخارف.

### الكردية
الكردية، وتُعرف أيضًا في بعض المناطق باسم الفرملة النسائية، هي قطعة أساسية ومميزة في الزي التقليدي للنساء في ليبيا، خاصة في المناطق الغربية والوسطى. وهي عبارة عن سترة (صدرية) فاخرة بدون أكمام تُلبس فوق "القمجة".

#### الأصل والتسمية
ترتبط تسمية "الكردية" تاريخيًا بالأكراد الذين استقروا في ليبيا خلال العهد العثماني في القرن السابع عشر. يُعتقد أن هذا الزي تطور من "الفرملة" الكردية التقليدية، ومع مرور الوقت، تم تكييفه وتطويره ليصبح جزءًا لا يتجزأ من التراث الليبي. ورغم أصله التاريخي، إلا أنه يُعتبر اليوم زيًا ليبيًا أصيلاً ترتديه النساء من مختلف الأصول كرمز للأناقة والتراث.

#### الوصف والمكونات
تُصنع الكردية عادةً من قماش المخمل (القطيفة)، وتُبطّن بالحرير. تتميز بتطريزاتها اليدوية الكثيفة والدقيقة التي تُنفذ بخيوط الفضة الأصلية (التلّيك)، وتحمل نقوشًا تقليدية ليبية مثل "القمرة" و"السلتة". تزينها عشرة أزرار، خمسة على كل جانب، كانت تُصنع قديمًا من المرجان أو الفضة.
تختلف طريقة ارتدائها حسب المنطقة؛ ففي المنطقة الغربية تُلْبَس تحت الرداء (الحولي)، بينما في المنطقة الشرقية قد تُلْبَس فوقه.

#### الأهمية الثقافية
تُعتبر الكردية قطعة ثمينة ورمزًا للمكانة الاجتماعية، وهي جزء أساسي من جهاز العروس الليبية. جرت العادة أن ترتديها العروس في اليوم السابع لزفافها، في احتفال يُعرف بـ"الأسبوع". وفي الوقت الحاضر، ومع عودة الاهتمام بالتراث، أصبحت النساء يرتدينها في مختلف المنافسبات السعيدة، ليس فقط مع الزي التقليدي الكامل، بل أيضًا مع ملابس عصرية لإضفاء لمسة تراثية.

## أزياء المكونات الثقافية الأخرى

### الزي الأمازيغي

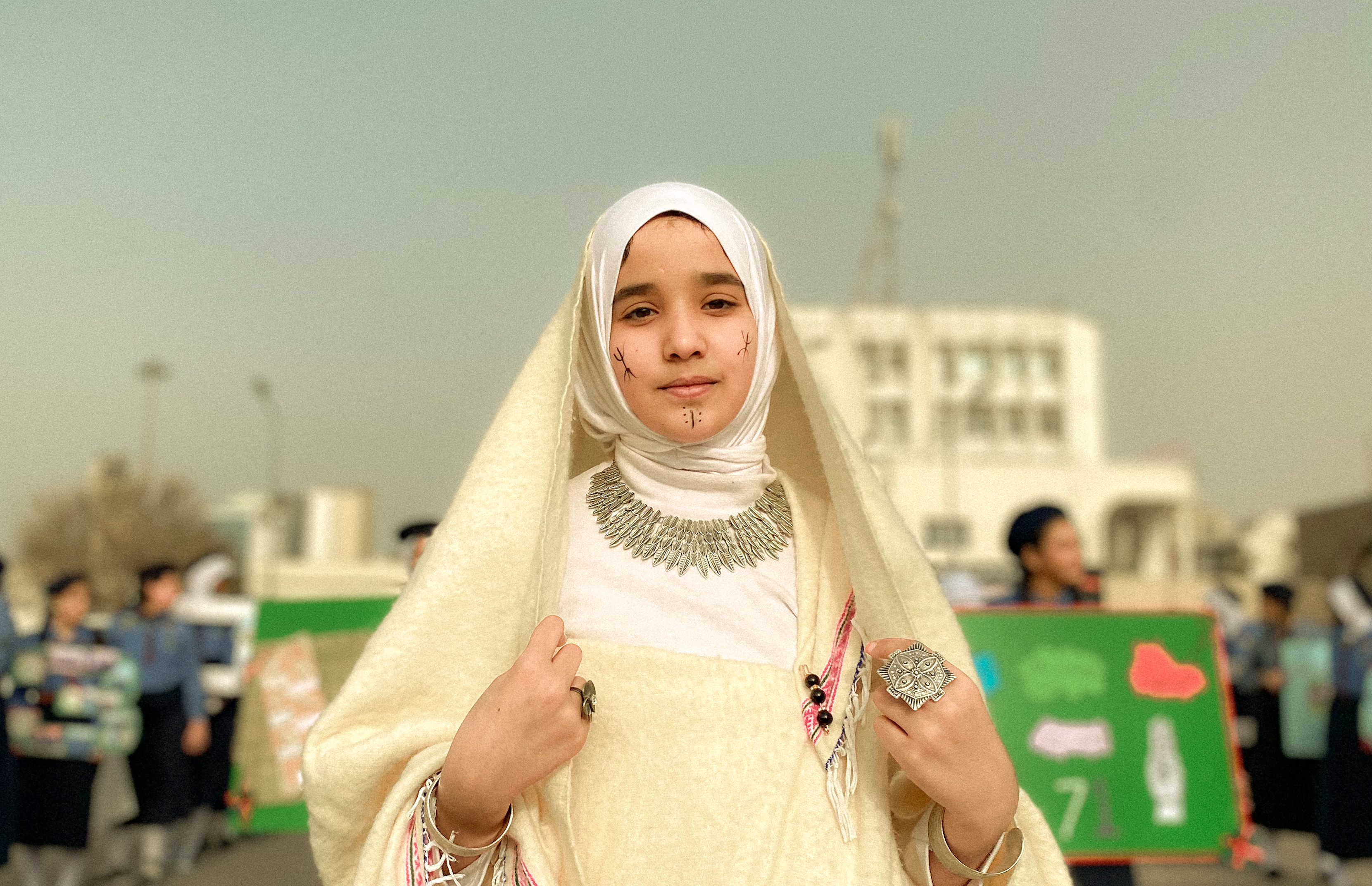
فتاة ليبية من الجالية الأمازيغية ترتدي زيًا تقليديًا أمازيغيًا

يتميز الزي الأمازيغي، خاصة في جبل نفوسة، بألوانه الزاهية وتطريزه اليدوي الدقيق الذي يحمل رموزًا أمازيغية قديمة. الرداء النسائي الأمازيغي يُعرف بـ"الأحولي" أو "تملحافت".

### زي الطوارق

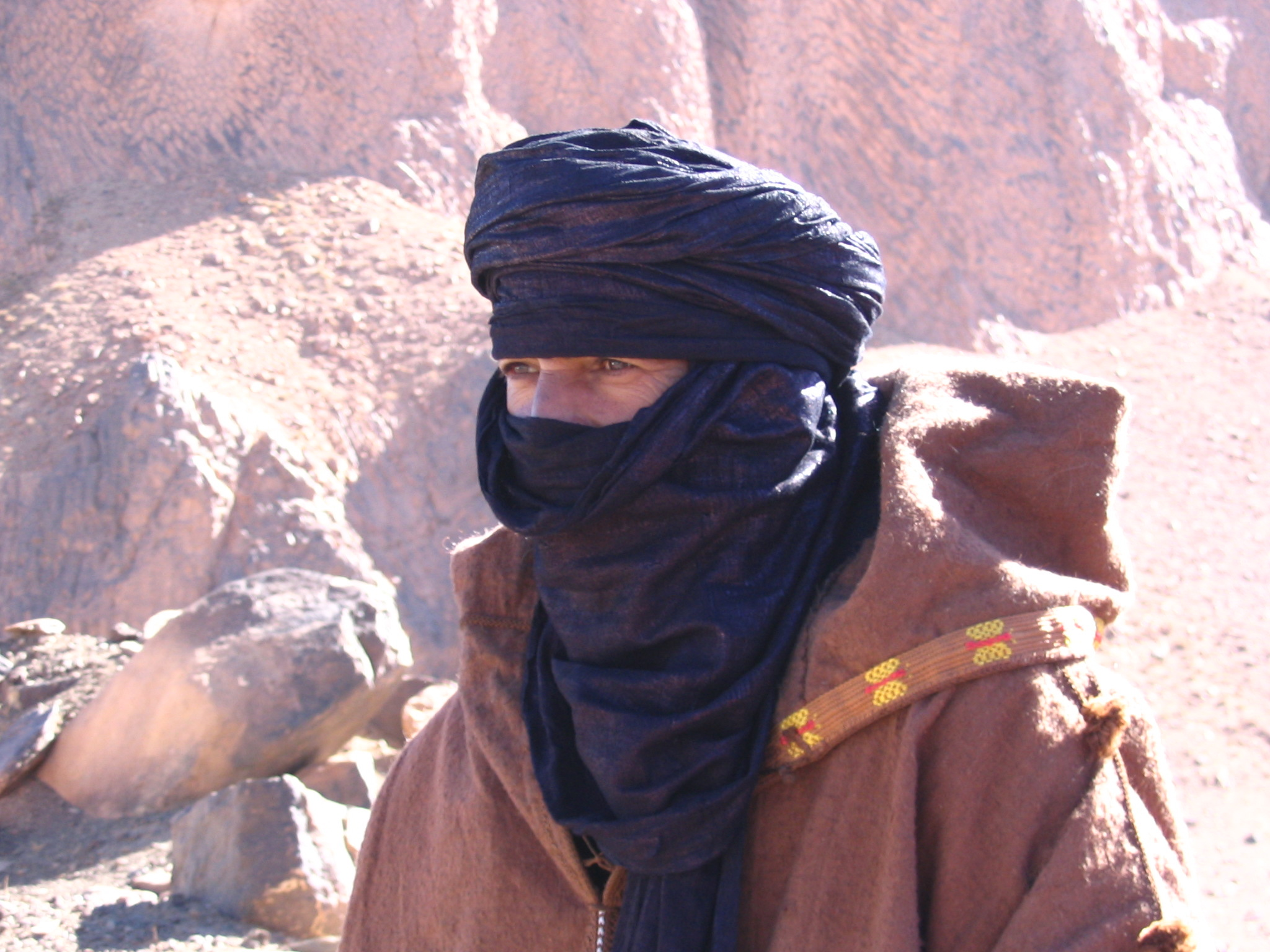
طارقي يرتدي شاش.

يرتدي رجال الطوارق في جنوب ليبيا "الشاش" أو "التلغلموست" (بالطارقية: taɣelmust) وهو لثام أزرق اللون يغطي الوجه بالكامل ما عدا العينين. أما النساء فيتميزن بملابسهن الفضفاضة ذات الألوان الداكنة وحليهن الفضية المميزة.

## زي اليهود الليبيين

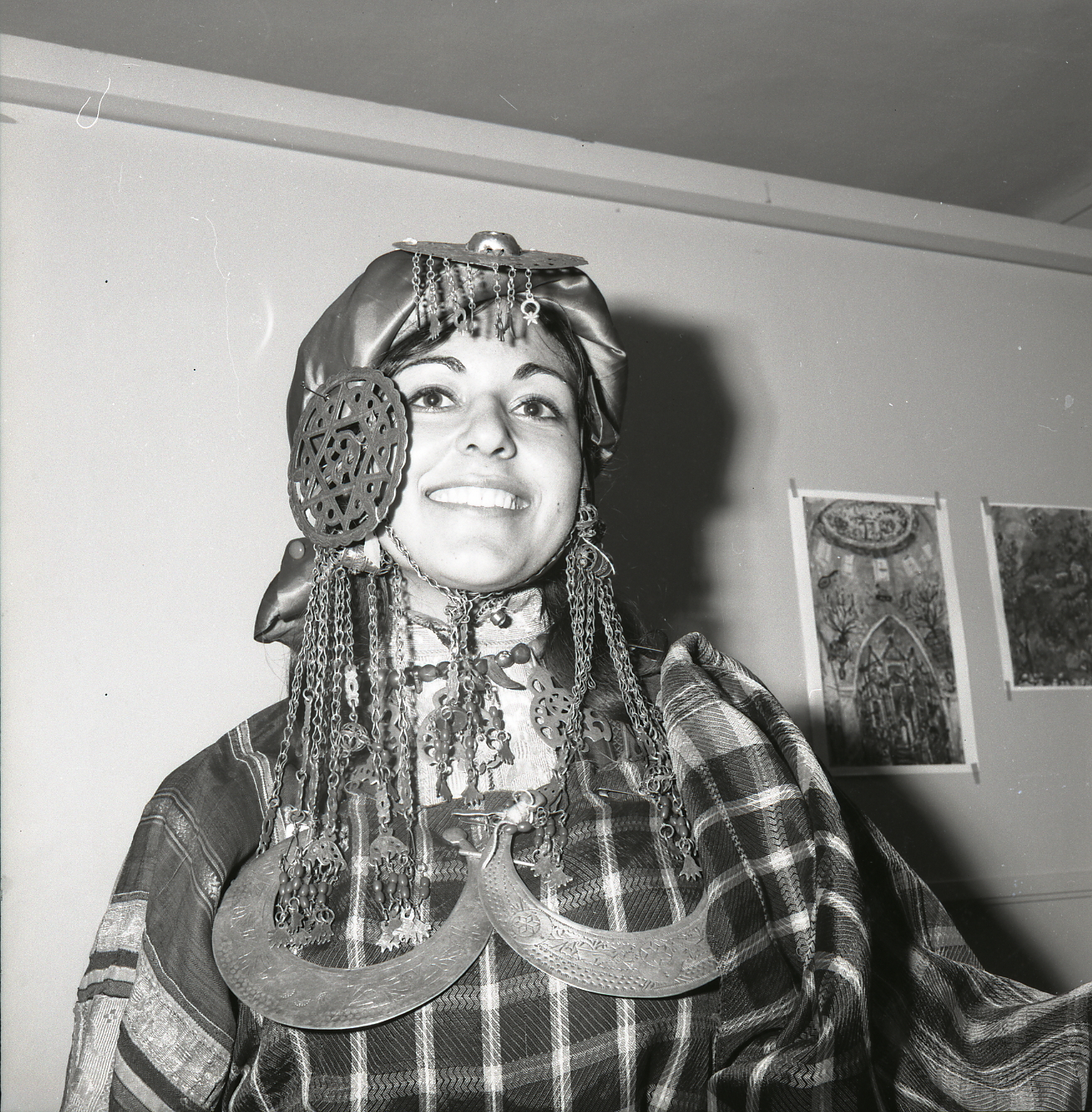
عروس يهودية من طرابلس ترتدي "القُصْوَة الكبيرة" (الكْسْوَة الكبيرة)، الزي التقليدي للزفاف.

كان لليهود الليبيين، الذين شكلوا جزءًا أصيلاً من النسيج الاجتماعي للمدن الليبية لقرون، أزياؤهم التقليدية المميزة التي عكست تراثهم الثقافي وتفاعلهم مع البيئة المحيطة. ورغم وجود تشابه في بعض قطع الملابس اليومية مع بقية السكان، إلا أن ملابس المناسبات والاحتفالات، خاصة النسائية، كانت ذات طابع فريد.

### زي النساء

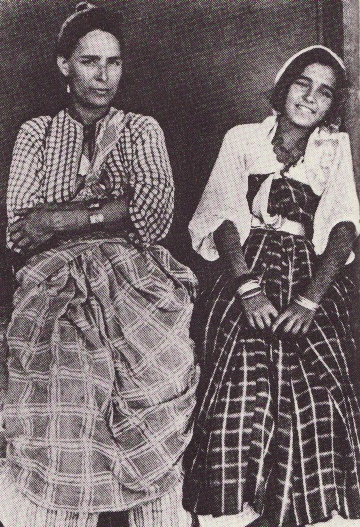
أم يهودية وابنتها بطرابلس

يُعتبر زي الزفاف، المعروف باسم "القُصْوَة الكبيرة" أو "الكْسْوَة الكبيرة"، أبرز وأفخم قطعة في خزانة المرأة اليهودية الليبية، خاصة في طرابلس. يتألف هذا الزي الفاخر من عدة طبقات:
- القميص: قميص من قماش حريري أو قطني بأكمام طويلة مزينة بالتطريز.
- السروال: سروال فضفاض من الحرير يضيق عند الكاحل، وغالبًا ما يكون مطرزًا بشكل دقيق عند أطرافه السفلية.
- الفرملة (البودي): صدرية فاخرة من المخمل (غالبًا باللون العنابي أو الأزرق الداكن) مطرزة بكثافة بخيوط ذهبية أو فضية على شكل نقوش نباتية وهندسية.
- غطاء الرأس (الشاشية): قبعة مخروطية الشكل تُزين بالذهب والأحجار الكريمة واللؤلؤ، وتُلف حولها أوشحة حريرية.

تتزين المرأة بكميات كبيرة من الحلي الذهبية التي تشمل الأقراط (الشناقيل)، والقلائد (الخنّاق)، والأساور (الدبالج)، والخلاخيل، مما يضفي على مظهرها فخامة وبهاءً.

### زي الرجال

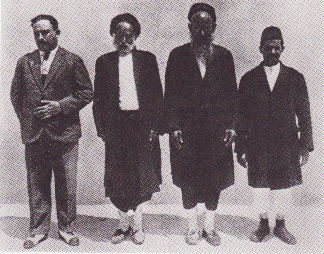
أربعة يهود ليبيين من مدينة بنغازي بالزي الليبي

كان لباس الرجال اليهود في الحياة اليومية مشابهًا إلى حد كبير للباس الليبي العام، حيث كانوا يرتدون "السروال" الفضفاض و"الصدرية" أو "الفرملة". في المناسبات، كانوا يرتدون "الجرد" الأبيض. تاريخيًا، وفي فترات معينة تحت الحكم العثماني، كانت هناك بعض القيود التي تفرض ألوانًا معينة على غير المسلمين، مثل اللون الأسود أو الأزرق الداكن للعمامة أو بعض قطع الملابس الخارجية، لتمييزهم عن السكان المسلمين، ولكن هذه القيود لم تكن مطبقة دائمًا بنفس الصرامة.

## الحلي والمجوهرات التقليدية
تُعتبر الحلي والمجوهرات جزءًا لا يتجزأ من الزي التقليدي الليبي، خاصة النسائي، فهي لا تقتصر على الزينة فحسب، بل تحمل دلالات اجتماعية وثقافية عميقة، وتُعد شكلاً من أشكال الادخار والمكانة الاجتماعية للمرأة. تتميز الحلي الليبية التقليدية بصناعتها اليدوية المتقنة، واستخدامها لمواد أصيلة كالفضة والذهب والعنبر والمرجان.

### المواد والرمزية
تاريخيًا، كانت الفضة هي المعدن الأكثر استخدامًا في صناعة الحلي بمعظم المناطق الليبية، خاصة لدى الأمازيغ والطوارق، حيث كان يُعتقد أنها تحمل "بركة" وتحمي من العين والحسد. أما الذهب، فقد ارتبط بالمدن الكبرى مثل طرابلس، وكان يمثل الثراء ويُستخدم بشكل أساسي في أزياء الزفاف الفاخرة.
تحمل النقوش على الحلي رموزًا أمازيغية وعربية قديمة، مثل المثلثات، والدوائر، والأسماك، والخمسة (الخميسة)، وهي رموز يُعتقد أنها تجلب الخصوبة والحماية.

### أشهر القطع
- الخِلال أو التخلالت: هو دبوس أو مشبك كبير، غالبًا ما يكون مثلث الشكل، يُستخدم لتثبيت الحولي أو الرداء عند الكتفين. يُصنع عادةً من الفضة ويزين بنقوش دقيقة وأحيانًا بأحجار شبه كريمة.
- الأساور (الدبالج): هي أساور فضية ثقيلة وعريضة، تُنقش يدويًا بأشكال هندسية أو نباتية. كانت تُعتبر دليلاً على ثراء المرأة ومكانتها.
- القلائد (الخَنّاق أو العقد): قلادة ضخمة تغطي الرقبة وجزءًا من الصدر. يتكون "الخنّاق" عادةً من عدة طبقات من سلاسل الفضة أو حبات العنبر والمرجان والخرز الملون، مع قطعة مركزية كبيرة تسمى "الحرز" أو "الحجاب" والتي كانت تُستخدم كتميمة.
- الحزام: حزام فضي ثقيل ومزخرف، يُصنع من صفائح فضية متصلة أو من خيوط الفضة المنسوجة. وهو قطعة أساسية في "البدلة الكبيرة" وملابس المناسبات.
- الأقراط (الخرص أو الشنقالي): تتميز الأقراط التقليدية بحجمها الكبير وتصاميمها الهلالية أو الدائرية، وتُصنع من الفضة أو الذهب.
- الخلاخيل: حلقات فضية ثقيلة كانت تُلبس حول الكاحل، وتصدر رنينًا خفيفًا عند المشي.

## الصناعة الحرفية والنسيج
تمثل الصناعات الحرفية المرتبطة بالأزياء التقليدية جزءًا من التراث الاقتصادي والثقافي في ليبيا، وتعتمد على تقنيات يدوية متوارثة.

### مراكز الصناعة التقليدية
تخصصت مدن ومناطق ليبية معينة في إنتاج أنواع محددة من المنسوجات والأزياء.
- طرابلس: تُعد مركزًا تاريخيًا لصناعة المنسوجات الحريرية، خاصة في أسواق مدينتها القديمة مثل سوق الحرير وسوق الرباع. وتشتهر بتقنية تطريز "الفرملة" بخيوط الفضة المعروفة محليًا باسم "التلّيك".
- غدامس: تشتهر بصناعاتها الجلدية المستخدمة في الأحذية التقليدية، إلى جانب تميزها في نسج الصوف.
- مصراتة والجفرة: ارتبطت هذه المناطق بإنتاج "الجرد" الصوفي.
- جبل نفوسة: تتميز المنطقة بالمنسوجات الأمازيغية التي تحتوي على رموز وزخارف تقليدية خاصة بها.

### التقنيات والمواد
تعتمد صناعة هذه الأزياء على مهارات يدوية، من بينها:
- النسيج على النول: يُستخدم النول اليدوي الخشبي بشكل أساسي في صناعة الأقمشة، خاصة الصوفية منها.
- التطريز (التلّيك): هو مصطلح يطلق على تقنية التطريز باستخدام خيوط الفضة أو الذهب، وتُستخدم بشكل خاص على أقمشة المخمل لتزيين قطع مثل "الفرملة" و"الكردية".
- المواد الخام: تاريخيًا، كانت الألوان تُستخلص من مواد طبيعية، بينما كانت المواد الأساسية هي الصوف المحلي والحرير والقطن المستورد.

### الوضع الحالي
تواجه هذه الحرف اليدوية منافسة من المنتجات المصنعة آليًا والمستوردة، بالإضافة إلى تراجع أعداد الحرفيين الممارسين لها. في المقابل، توجد مبادرات محلية تهدف للحفاظ على هذه الحرف من خلال التوثيق والتدريب.

## معرض صور

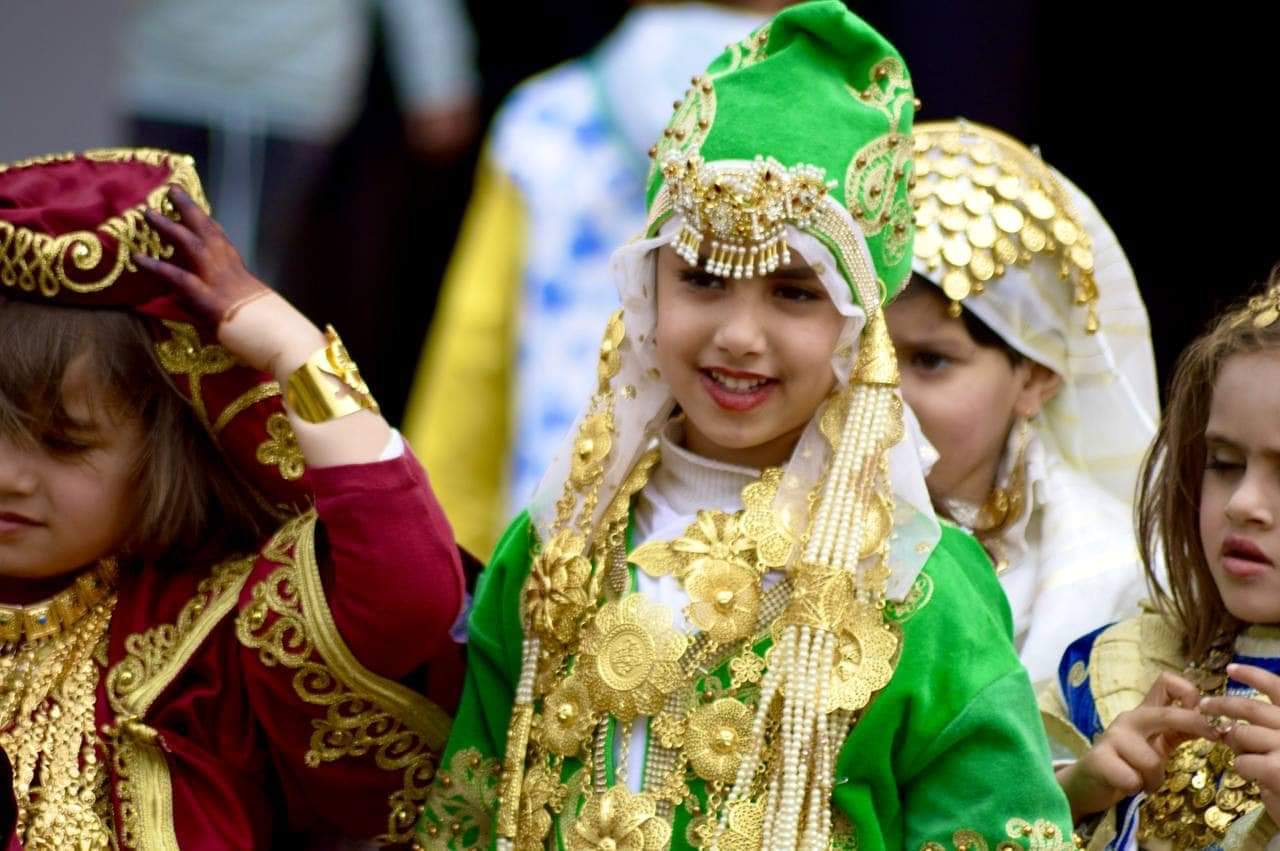
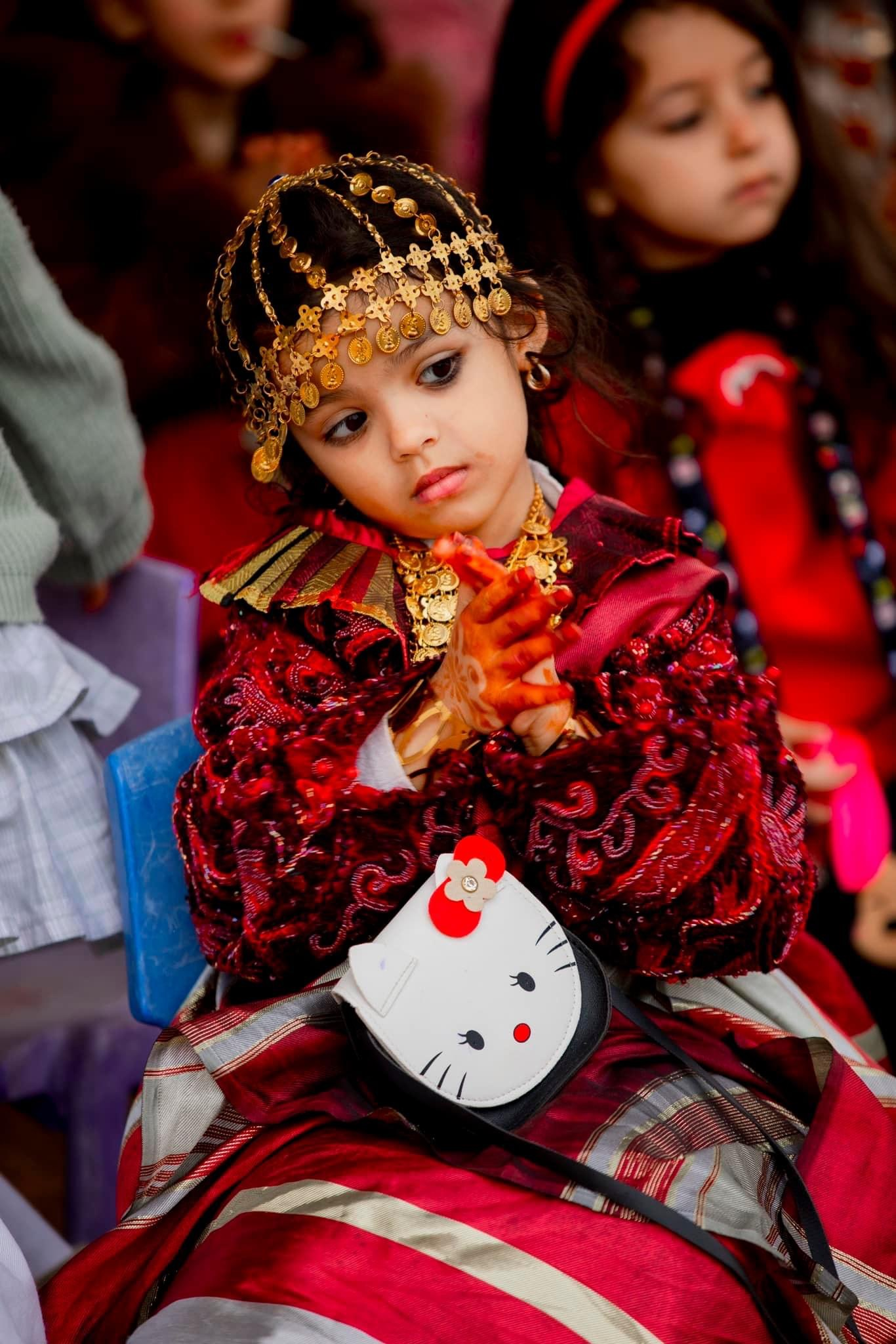
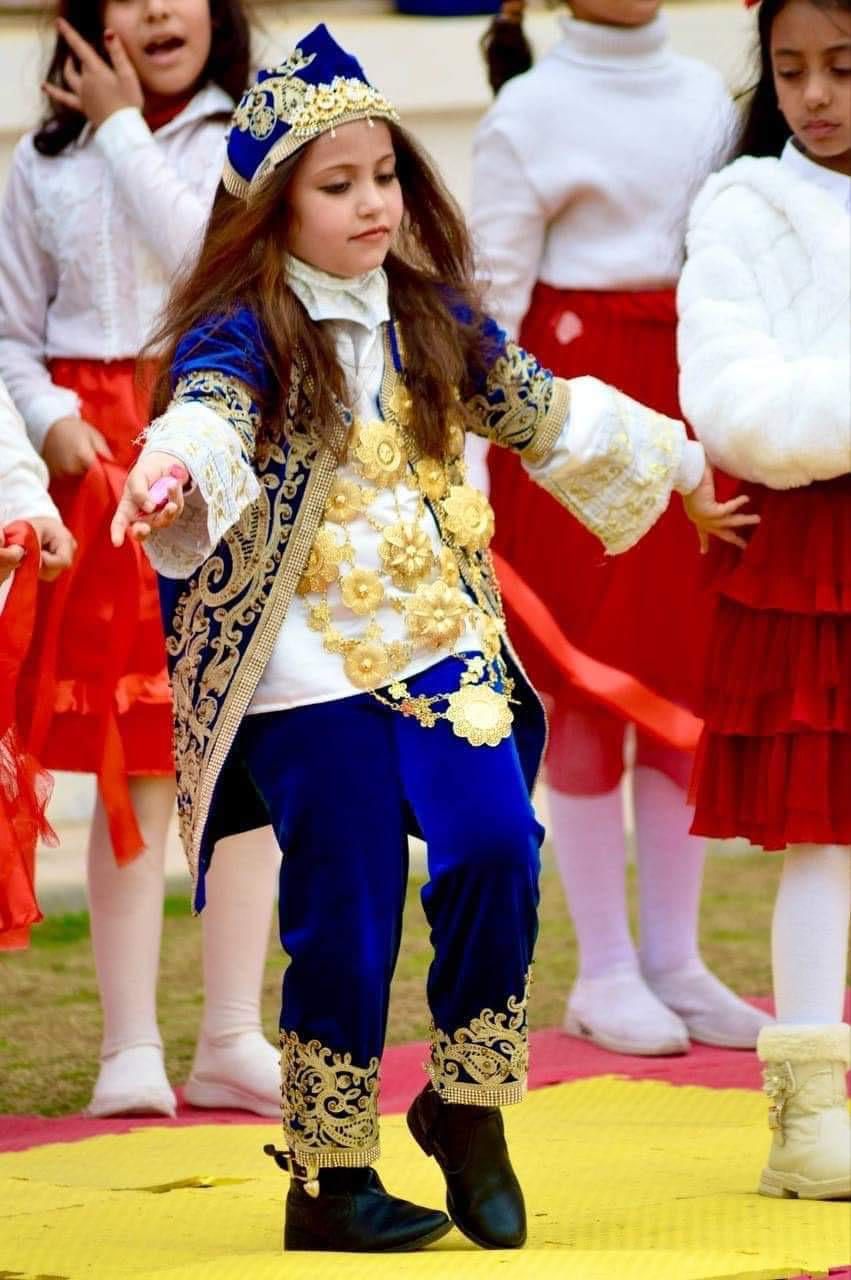
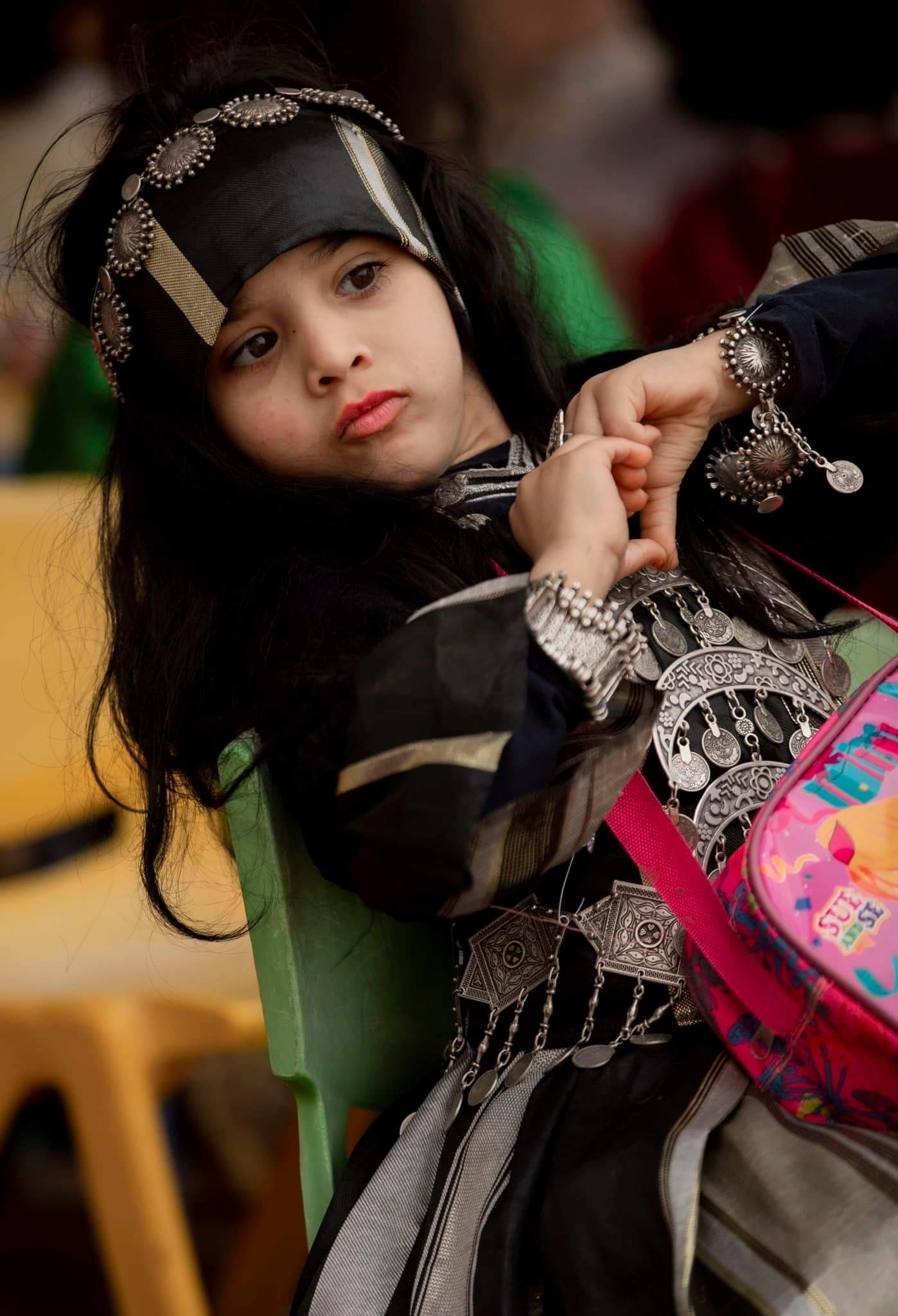
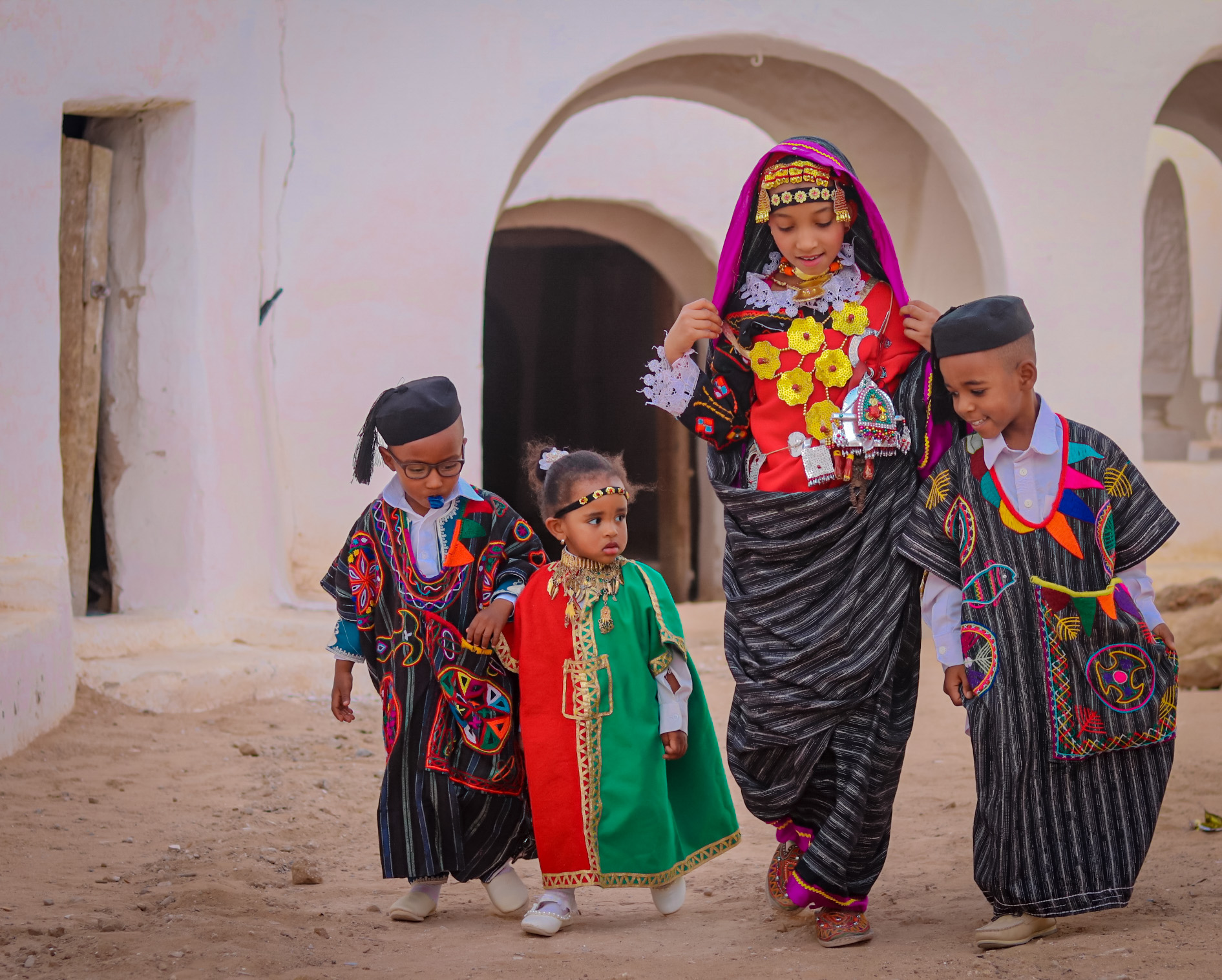